# سانييرانا ايفونجو
سانييرانا ايفونجو هي بلدية تقع في منطقة أنالانجيروفو، مدغشقر.